# Commerzbank
Commerzbank AG je druhá největší německá banka se sídlem ve Frankfurtu nad Mohanem. Banka má celosvětově přes 15 milionů zákazníků. Založena byla 26. února 1870 v Hamburku a ke konci roku 2009 zaměstnávala 62 671 zaměstnanců. Od roku 1992 působí na českém trhu.  Předsedou představenstva je Martin Blessing. Commerzbank je členem skupiny Cash Group, což je společenství několika privátních bank, které umožňuje klientům bezplatný výběr hotovosti v bankomatech zúčastněných bank.
Pobočka banky Commerzbank AG se nachází v Praze. Její další obchodní zastoupení se nachází v Brně.